# Politica Republicii Moldova
Politica Moldovei se desfășoară în cadrul unei republici democratice reprezentative parlamentare, în care prim-ministrul este șeful Guvernului Republicii Moldova, și al unui sistem multipartid. Președintele Republicii Moldova nu are puteri importante. Guvernul exercită puterea executivă în timp ce puterea legislativă este încredințată Parlamentului. Justiția este independentă de executiv și legislativ. Poziția regiunii separatiste Transnistria (regiune autoproclamată autonomă, pe malul stâng al Nistrului), relațiile cu România și Rusia și integrarea în UE domină discuțiile politice.
Cercetătorii au caracterizat Moldova drept o democrație instabilă, cu corupție sistemică și un clivaj profund în ceea ce privește identitatea națională. Economist Intelligence Unit a calificat Moldova drept „democrație defectuoasă” în 2022.

## Puterea legislativă
Parlamentul Republicii Moldova are 101 deputați, aleși pentru un mandat de patru ani prin reprezentare proporțională.
Sediul legislativului este cunoscut pur și simplu ca clădirea Parlamentului.

### Rezultatele alegerilor parlamentare
| Partid / Alianță electorală                                  | Partid / Alianță electorală                       | Voturi    | %      | Locuri | +/- |
| ------------------------------------------------------------ | ------------------------------------------------- | --------- | ------ | ------ | --- |
|                                                              | Partidul Acțiune și Solidaritate                  | 774,753   | 52.80  | 63     | +48 |
|                                                              | Blocul electoral al Comuniștilor și Socialiștilor | 398,675   | 27.17  | 32     | –5  |
|                                                              | Partidul Șor                                      | 84,187    | 5.74   | 6      | –10 |
|                                                              | Blocul electoral „Renato Usatîi”                  | 60,100    | 4.10   | 0      | 0   |
|                                                              | Platforma Demnitate și Adevăr                     | 34,184    | 2.33   | 0      | –12 |
|                                                              | Partidul Democrat din Moldova                     | 26,545    | 1.81   | 0      | –10 |
|                                                              | Partidul Democrația Acasă                         | 21,257    | 1.45   | 0      | 0   |
|                                                              | Partidul Acasă Construim Europa                   | 18,781    | 1.28   | 0      | 0   |
|                                                              | Partidul Acțiune Comune – Congresul Civic         | 11,269    | 0.77   | 0      | 0   |
|                                                              | Partidul Alianța pentru Unirea Românilor          | 7,216     | 0.49   | 0      | 0   |
|                                                              | Partidul Unității Naționale                       | 6,646     | 0.45   | 0      | –1  |
|                                                              | Partidul Dezvoltării și Consolidării Moldovei     | 6,315     | 0.43   | 0      | 0   |
|                                                              | Mișcarea Politică „Speranța-Nadejda”              | 2,814     | 0.19   | 0      | 0   |
|                                                              | Candidat independent – Veaceslav Valico           | 2,514     | 0.17   | 0      | 0   |
|                                                              | Partidul Schimbării                               | 2,452     | 0.17   | 0      | 0   |
|                                                              | Partidul Puterea Oamenilor                        | 1,613     | 0.11   | 0      | 0   |
|                                                              | Partidul Oamenilor Muncii                         | 1,467     | 0.10   | 0      | 0   |
|                                                              | Partidul Legii și Dreptății                       | 1,444     | 0.10   | 0      | 0   |
|                                                              | Partidul NOI                                      | 1,431     | 0.10   | 0      | 0   |
|                                                              | Partidul Regiunilor                               | 1,264     | 0.09   | 0      | –1  |
|                                                              | Partidul Verde Ecologist                          | 1,202     | 0.08   | 0      | 0   |
|                                                              | Partidul Patrioții Moldovei                       | 892       | 0.06   | 0      | 0   |
|                                                              | Partidul Noua Opțiune Istorică                    | 197       | 0.01   | 0      | 0   |
| Voturi valide                                                | Voturi valide                                     | 1,467,216 | 99.07  | -      | -   |
| Voturi invalide/albe                                         | Voturi invalide/albe                              | 13,749    | 0.93   | -      | -   |
| Total                                                        | Total                                             | 1,480,965 | 100.00 | 101    | 0   |
| Votanți înregistrați/prezența                                | Votanți înregistrați/prezența                     | 3,052,603 | 48,51  | -      | -   |
| Sursa: CEC Arhivat în 12 iulie 2021, la Wayback Machine. CEC |                                                   |           |        |        |     |

## Puterea executivă

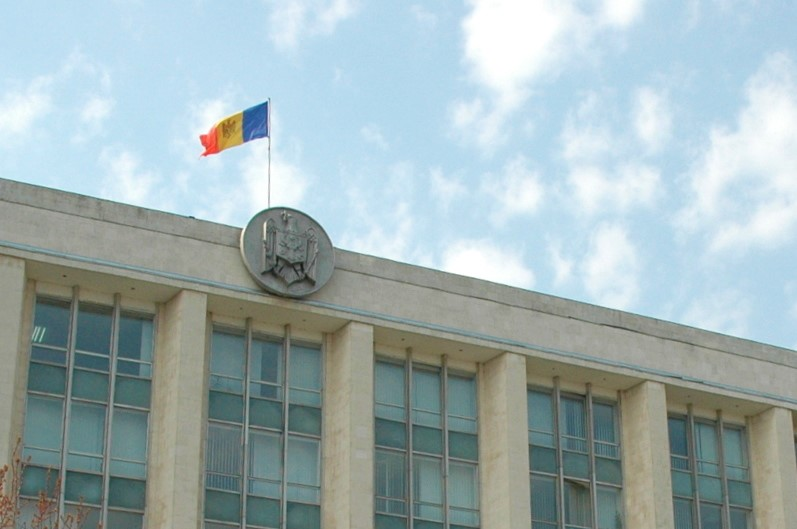
Casa Guvernului, Chișinău (2009)

Președintele este ales prin vot popular pentru un mandat de patru ani. Potrivit Constituției Republicii Moldova, președintele, la consultarea Parlamentului, va desemna un candidat la funcția de prim-ministru; în termen de 15 zile de la desemnare, prim-ministrul desemnat va solicita un vot de încredere parlamentului cu privire la programul său de lucru și a întregului guvern. Guvernul este ales de prim-ministrul desemnat, sub rezerva aprobării Parlamentului. Guvernul se întrunește la Casa Guvernului de pe Bulevardul Ștefan cel Mare din centrul Chișinăului.

### Guvern
Compoziția actualului guvern este:
| Minister                                              | Nume                     | Partid       | În funcție din    | Până la |
| ----------------------------------------------------- | ------------------------ | ------------ | ----------------- | ------- |
| Prim-ministru                                         | Dorin Recean             | Independent  | 16 februarie 2023 |         |
| Viceprim-miniștri                                     |                          |              |                   |         |
| Ministru al Afacerilor Externe și Integrării Europene | Nicu Popescu             | Independent  | 16 februarie 2023 |         |
| Viceprim-ministru pentru Reintegrare                  | Oleg Serebrian           | Independent  | 16 februarie 2023 |         |
| Ministru al Dezvoltării Economice și Digitalizării    | Dumitru Alaiba           | PAS          | 16 februarie 2023 |         |
| Ministru al Agriculturii și Industriei Alimentare     | Vladimir Bolea           | PAS          | 16 februarie 2023 |         |
| Miniștri                                              |                          |              |                   |         |
| Ministru al Afacerilor Interne                        | Ana Revenco              | Independent  | 16 februarie 2023 |         |
| Ministru al Apărării                                  | Anatolie Nosatîi         | Independent  | 16 februarie 2023 |         |
| Ministru al Culturii                                  | Sergiu Prodan            | Independent  | 16 februarie 2023 |         |
| Ministru al Educației și Cercetării                   | Anatolie Topală          | Independent  | 16 februarie 2023 |         |
| Ministru al Infrastructurii și Dezvoltării Regionale  | Lilia Dabija             | Independent  | 16 februarie 2023 |         |
| Ministru al Energiei                                  | Victor Parlicov          | Independent  | 16 februarie 2023 |         |
| Ministru al Finanțelor                                | Veronica Sirețeanu       | Independent  | 16 februarie 2023 |         |
| Ministru al Justiției                                 | Veronica Mihailov-Moraru | Independent  | 16 februarie 2023 |         |
| Ministru al Mediului                                  | Rodica Iordanov          | Independent  | 16 februarie 2023 |         |
| Ministru al Muncii și Protecției Sociale              | Alexei Buzu              | Independent  | 16 februarie 2023 |         |
| Ministru al Sănătății                                 | Ala Nemerenco            | Independent  | 16 februarie 2023 |         |
| Membru ex-officio                                     |                          |              |                   |         |
| Guvernator (Bașcan) al UTA Găgăuzia                   | Irina Vlah               | Independentă | 16 februarie 2023 |         |

## Diviziuni administrative
Moldova este împărțită în 32 de raioane, trei municipii (Chișinău, Bălți și Tighina), o regiune autonomă (Găgăuzia) și regiunea separatistă a Transnistriei, al cărei statut este disputat.

## Probleme

### Identitatea etnică și unificarea cu România
Problema de bază în Republica Moldova se învârte în jurul etniei și dacă țara ar trebui să se reunească cu România, cu care împărtășește o etnie, limbă, cultură și istorie comune. Republica Moldova reprezintă aproximativ jumătatea de est a ceea ce este istoric cunoscut drept Principatul Moldovei. Ca urmare a Tratatului de la București (1812), care punea capăt Războiului ruso-turc din 1806, a fost separată de partea de vest a principatului de-a lungul râului Prut și anexată de Imperiul Rus, care a numit-o Basarabia. Jumătatea vestică a fostului Principat al Moldovei, care nu a fost anexată de Rusia, s-a unit cu Țara Românească în 1859 pentru a forma baza României moderne. Jumătatea de est s-a unit cu România în 1918, dar a fost reanexată de Uniunea Sovietică în 1940 ca urmare a Pactului Molotov-Ribbentrop.
Politicile identitare din epoca rusă și sovietică s-au concentrat pe rusificare în sens colonial, precum și pe sublinierea diferențelor artificiale dintre moldoveni și români în încercarea de a crea o identitate unică „moldovenească”, inclusiv îndoctrinarea împotriva României și a românilor. Drept urmare, identitatea etnică moldovenească este complicată și împărțită între cei care se consideră moldoveni și cei care se consideră români. Deși moldovenii reprezintă o majoritate etnică considerabilă a populației, ei sunt fragmentați în ceea ce privește gradul de rusificare și îndoctrinare culturală. Cu cât moldoveanul este mai prorus, cu atât este mai probabil ca el/ea să-și numească limba și etnia moldovenească mai degrabă decât română. Astăzi, Moldova este efectiv bilingvă, cu o majoritate de limbă română și o minoritate considerabilă și influentă, multietnică, vorbitoare de limbă rusă, iar limba rusă domină în continuare mass-media. Populația rusofilă este în general ostilă ideii de unire cu România și votează de obicei partidele de stânga. Majoritatea moldovenească este împărțită între nostalgiile pro-ruse și simpatiile pro-române și pro-UE tot mai mari, un număr tot mai mare de oameni susținând ideea reunificării cu România, în special în rândul tinerilor.
Facțiunile pro-occidentale și pro-ruse ale Moldovei au devenit din ce în ce mai divizate de la invadarea Ucrainei de către Rusia în 24 februarie 2022.

### Transnistria

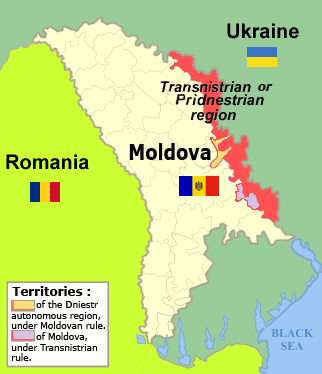
Transnistrian regiune a Moldovei

Transnistria este o fâșie de pământ care trece de-a lungul graniței de est a Moldovei cu Ucraina, numită după râul Nistru. Regiunea transnistreană este majoritar slavă (ucraineană și rusă) și se vorbește limba rusă, în contrast cu restul țării, și a fost puternic industrializată în timpul stăpânirii URSS. Declarația de independență a Moldovei revendică continuitatea suveranității moldovenești asupra teritoriului Transnistriei, deoarece este „o parte componentă a teritoriului istoric și etnic al poporului nostru”. Cu toate acestea, Declarația de Independență a Moldovei este ea însăși folosită ca argument împotriva suveranității moldovenești asupra Transnistriei, deoarece denunță pactul Ribbentrop-Molotov din 23 august 1939 dintre guvernul Uniunii Sovietice și guvernul Germaniei Naziste fiind „nul și neavenit”, numai o uniune formală între cele două teritorii.
După ce nu a reușit să stabilească controlul asupra regiunii separatiste în Războiul din Transnistria, Moldova a oferit regiunii o largă autonomie culturală și politică. Disputa a tensionat relațiile Moldovei cu Rusia. Acordul de încetare a focului din iulie 1992 a instituit o forță tripartită de menținere a păcii compusă din unități moldovenești, ruse și transnistrene. Negocierile pentru rezolvarea conflictului continuă, iar încetarea focului este încă în vigoare. Organizația pentru Securitate și Cooperare în Europa (OSCE) încearcă să faciliteze o înțelegere negociată și are de câțiva ani o misiune de observator.
Țara rămâne divizată, regiunea transnistreană fiind controlată de forțele separatiste, susținută de facto de un contingent de trupe rusești care se prezintă ca o misiune de menținere a păcii.

### Traficul uman
Datorită ratei ridicate a sărăciei, Moldova rămâne o țară sursă mare a lucrătorilor sexuali ilegali care sunt exportați în Europa de Vest, Rusia și Orientul Mijlociu. Din cauza corupției generale și a lipsei generale de conștientizare, multe victime ale traficului de persoane sunt atrase în afaceri cu oferte de locuri de muncă cu salarii mari în străinătate și sunt adesea prinse în capcană odată ce ies din țară. Guvernul SUA a cerut Republicii Moldova să adopte o lege anti-trafic în 2005, dar din cauza lipsei de aplicare a legii, a respectării scăzute a instituțiilor juridice și a cerințelor de referință inegale, progresul clar este dificil de constatat. Organizații precum Organizația Internațională pentru Migrație oferă sprijin neguvernamental integral pentru a ajuta victimele. Cu toate acestea, ONG-urile sunt adesea supuse constrângerilor interne și intervenției guvernamentale în activitatea lor, complicându-și operațiunile.

### Alte probleme
Există dezacord cu privire la faptul dacă alegerile și politica în Moldova se desfășoară într-un climat liber și democratic din partea anumitor organizații. Senatul Statelor Unite a organizat audieri în comisie cu privire la neregulile care au afectat alegerile din Moldova, inclusiv arestarea și hărțuirea candidaților din opoziție, intimidarea și suprimarea presei independente și părtinirea mass-mediei de stat în favoarea candidaților susținuți de guvernul moldovenesc condus de comuniști. Alți critici s-au referit, de asemenea, la guvernul Partidului Comuniștilor ca fiind autoritar. Cu toate acestea, atunci Președintele SUA George W. Bush a declarat că: „Notăm și salutăm istoricul pozitiv al Republicii Moldova de la obținerea independenței în desfășurarea de alegeri libere și corecte și în implementarea reformelor democratice”.
Au existat, de asemenea, rapoarte despre arestări motivate politic și arestări fără temeiuri legale valabile în 2005. Astfel de arestări ar fi fost efectuate împotriva oponenților guvernului Partidului Comuniștilor al președintelui Vladimir Voronin. Într-un caz care a fost criticat de diverse organizații și indivizi occidentali, politicianul de opoziție Valeriu Pasat a fost condamnat la zece ani de închisoare pe motive dubioase.
Moldova a aderat la Organizația Mondială a Comerțului și la Pactul de Stabilitate din Europa de Sud-Est în 2001. De importanță primordială au fost eforturile Guvernului Republicii Moldova de a îmbunătăți relațiile cu Fondul Monetar Internațional și Banca Mondială și de a respecta acordurile negociate în 2000 de fostul guvern. Acordul în aceste domenii a fost critic, deoarece marile datorii guvernamentale care erau scadente în 2002 au trebuit să fie reeșalonate. Guvernul a depus eforturi concertate pentru a găsi modalități de a plăti aprovizionarea cu energie a Republicii Moldova.
Partidele politice și alte grupuri publică ziare, care critică adesea politicile guvernamentale. Există mai multe servicii de știri independente, posturi de radio și un post de televiziune independent. Este permisă întrunirea pașnică, deși trebuie obținute permise pentru demonstrații; organizațiile private, inclusiv partidele politice, sunt obligate să se înregistreze la guvern. Legislația adoptată în 1992 a codificat libertatea religioasă, dar a cerut ca grupurile religioase să fie recunoscute de guvern.
O lege sovietică din 1990 și o hotărâre parlamentară din 1991 care autoriza formarea de organizații sociale prevăd sindicate independente. Cu toate acestea, Federația Sindicatelor Independente din Moldova, succesorul fostelor organizații ale sistemului sindical sovietic, este singura structură. A încercat să influențeze politica guvernamentală în problemele muncii și a fost critic la adresa multor politici economice. Legea muncii din Republica Moldova, care se bazează pe fosta legislație sovietică, prevede drepturi de negociere colectivă.